# Dasycleobis crinitus
Dasycleobis crinitus es una especie de arácnido del orden Solifugae de la familia Ammotrechidae.

## Distribución geográfica
Esta especie es endémica de Argentina. Su localidad tipo es Aconcagua en la provincia de Mendoza.

## Publicación origina
Mello-Leitão, 1940: Un solífugo da Argentina e alguns opiliхes da Colombia. Annaes da Academia Brasileira de Sciencias, vol. 12, no 4, pág. 301-311.